# 直列3気筒

直列3気筒（ちょくれつさんきとう）とは、レシプロエンジン等のシリンダー（気筒）配列の形式のひとつ。シリンダーが3つ直列に並んでいる。略して直3とも記載することもある。オートバイでは横置きの場合に並列3気筒と呼ばれることもある。

## 概要

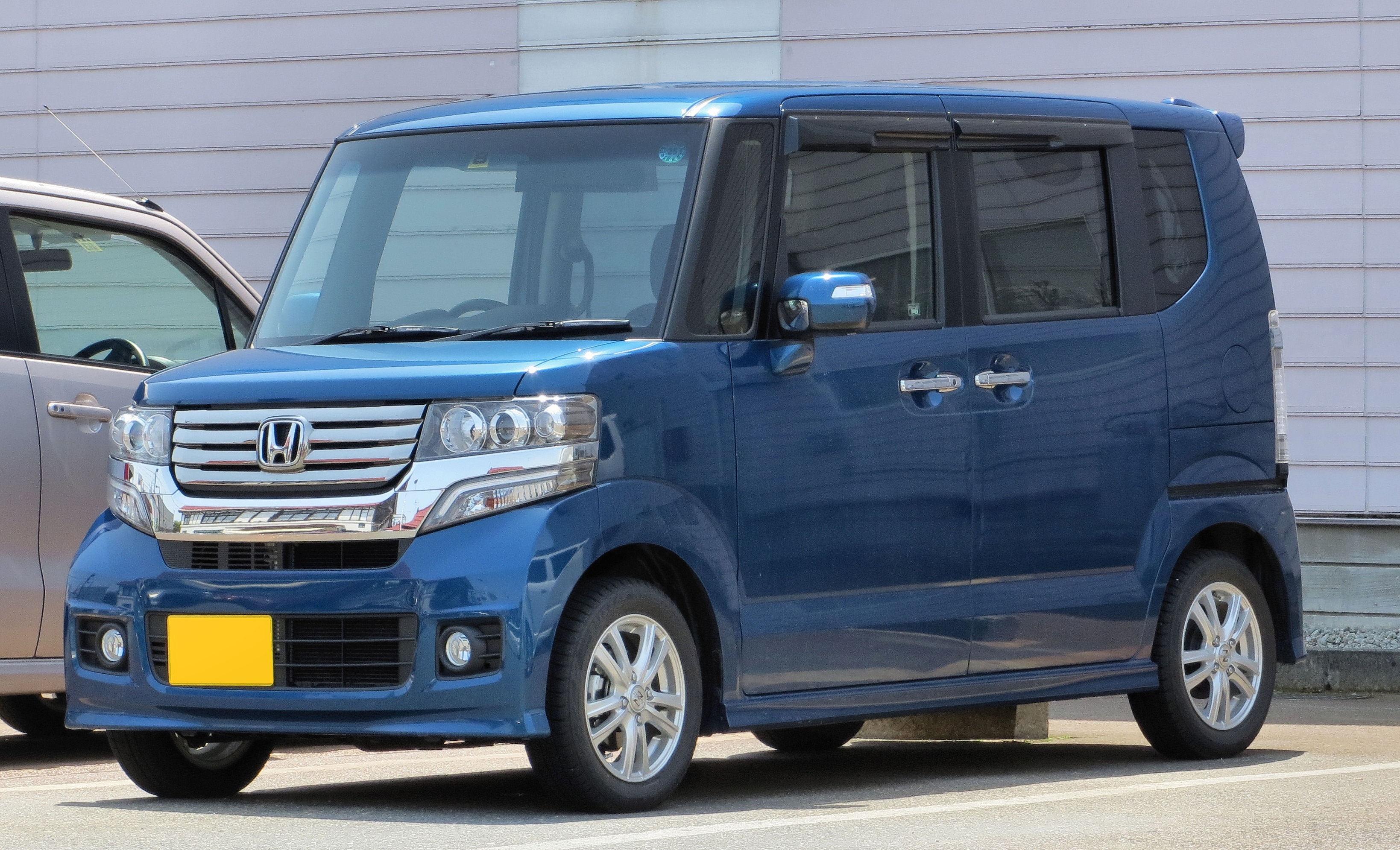
ホンダ・N-BOX

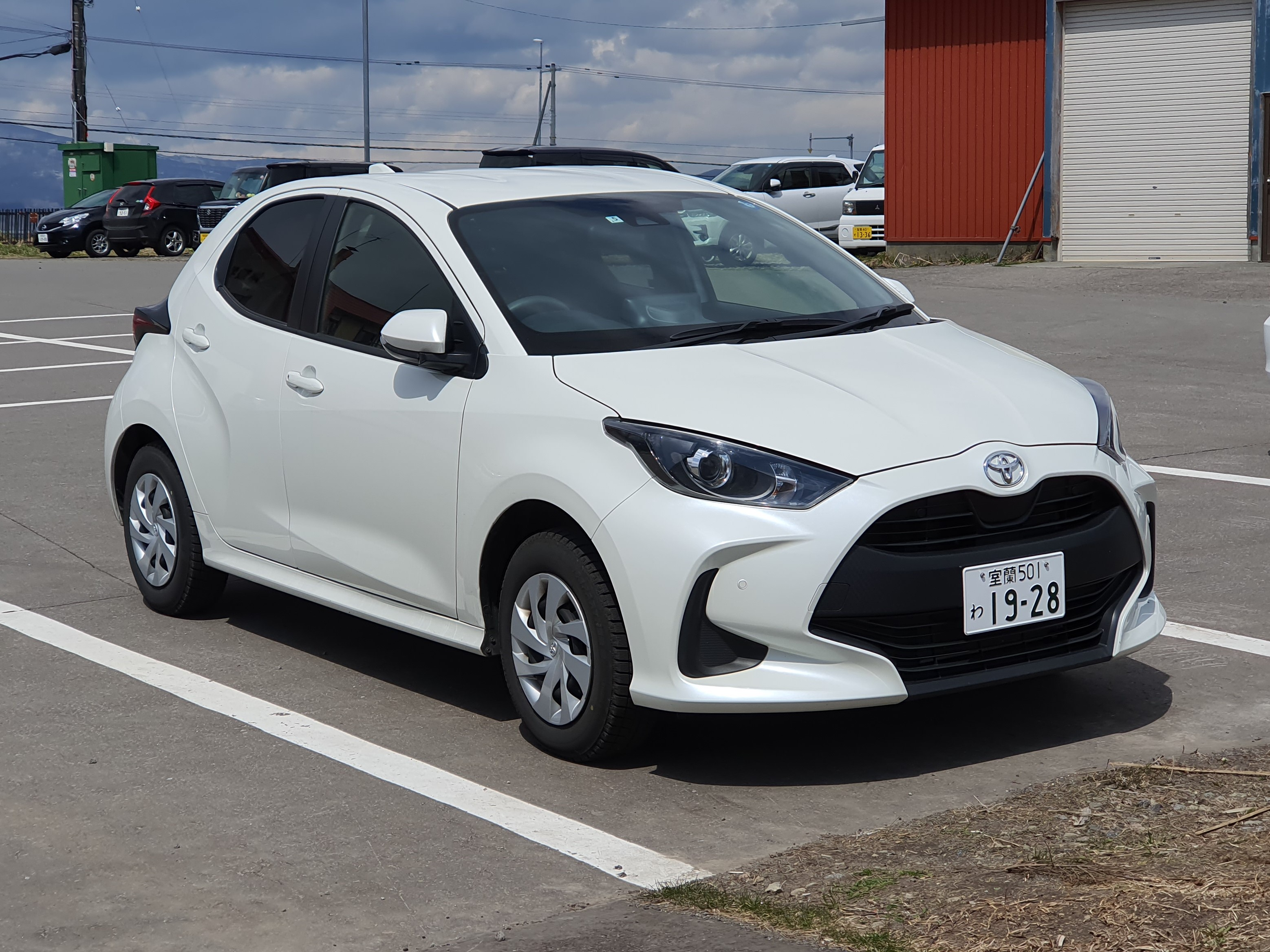
トヨタ・ヤリス

1970年代以降、小型エンジンのレイアウトとして普及している。世界的にはもっぱら排気量600 cc以上1,500 cc以下までの小型車用小排気量エンジンに用いられる。日本においては軽自動車（660 cc以下）を中心に採用例が多く、直列4気筒の三菱・パジェロミニが2013年1月を以って絶版となって以後、生産されている軽自動車はすべて直列3気筒である。
近年は燃費・燃焼効率を重視する考え方から、3気筒の欠点（後述）を克服して幅広い車種に載せる動きが広がっており、AセグメントやBセグメントに分類される乗用車の主流であった直列4気筒の領域（1Lから1.5Lクラスのエンジン）に大きく割って入ってきている。
古典的な事例やトラクター用などを別とすれば、第二次世界大戦後で最も排気量が大きい直3エンジンは自動車用ではケーニグセグ・ジェメラの2.0Lのガソリンエンジン、オートバイ用ではトライアンフがクルーザー「ロケットIII」シリーズに2007年から搭載している2.3 L（2,294 cc）のガソリンエンジンである。またディーゼルとしてはアルファロメオが1984年に33に搭載した1.8 L（1,779 cc）が最大となる。

### メリット
同一総排気量の直列4気筒エンジンと比較すると、1気筒当たりの排気量が大きく、冷却・摩擦損失等が小さいため高トルク・低燃費が得られる。
燃焼の間隔が大きく排気干渉が起きないため、複雑なエキゾーストマニホールドが不要で排気周りが簡易化でき、低経費・軽量を実現しやすい。
1,500 cc以下の小排気量のガソリン燃料の四輪車では、損失と振動、出力特性の釣り合いが取りやすい3気筒エンジンは最良とされ、昨今の直列4気筒エンジンの主流が2.0L以下だった昔と違い、1.5L以下は直列3気筒に任せそれ以上の排気量（大体1.5L以上2.5L以下）に主軸を移す要因ともなっている。

### デメリット
直列4気筒エンジンとの比較では、奇数気筒数に起因する偶力振動によるみそすり運動起因の振動や、爆発回数が少ないための騒音やトルク変動、振動の大きさが問題となる。直列4気筒でも偶力振動のかわりに二次振動は発生するものの、同排気量ならバランスシャフトを使ってまでの振動対策の必要は薄く、騒音対策面に関しては直列3気筒にまさる。これらの事情から、直列3気筒は質感が重要視される中〜高価格帯向きではないとされてきた。
直列2気筒エンジンとの比較では、逆にトルク変動が小さく低振動・低騒音という長所をもつが、1気筒当たりの排気量が小さく、冷却・機械損失が大きくなりトルクや燃費が劣る傾向にある。これらの事情のため、軽自動車などの乗用車エンジンとしては効率よりも静音を優先し3気筒を、同クラスのオートバイのエンジンとしてはコンパクトさが買われ2気筒が選ばれている。

### 構造
ほとんどの直列3気筒エンジンのクランクピンは回転バランスが取れる120度間隔で配置されている。これにより一次振動だけでなく、直列4気筒では打ち消せない二次振動も完全に釣り合う。従って1回転につき1回点火の2ストローク機関では完全バランスが得られることになるが、4ストローク機関では点火位相が240度間隔となることから、同様に完全バランスの直列6気筒エンジンとは異なり、対称の位置で同方向に動くピストンがないため、両端のシリンダー内を上下する往復運動系がエンジンをすりこぎ運動のように揺らすことになる（偶力振動）。この偶力振動を抑制するため、バランスシャフトを逆位相で回転させることがあるが、その駆動には出力の一部を充てることになる。直列4気筒エンジン車と比べてマフラーの振動も目立つため、旧来は軽自動車などの下位クラスの自動車での採用にとどまる要因となっていた。

### さまざまなメーカーの直列3気筒エンジン

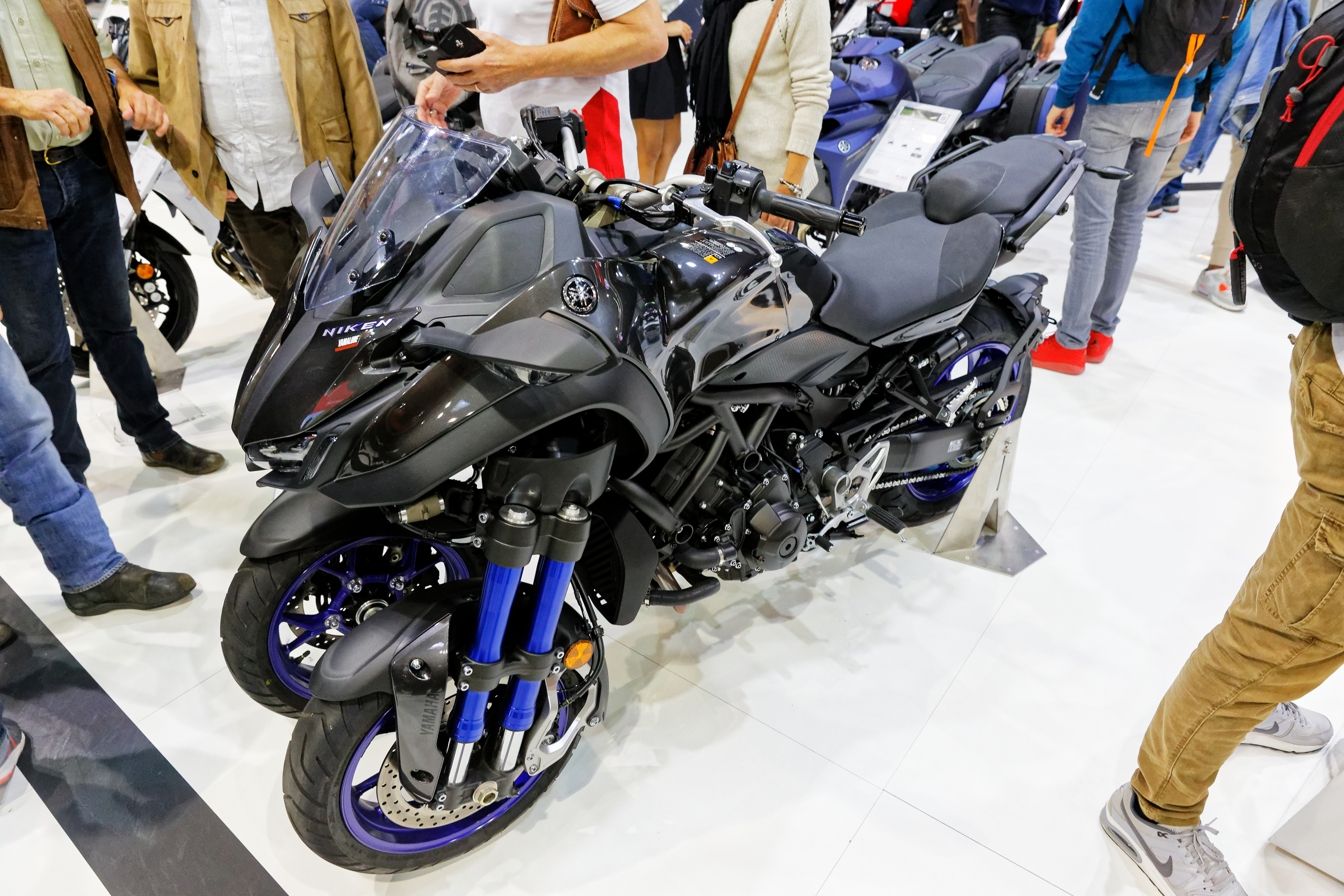
ヤマハ・NIKEN

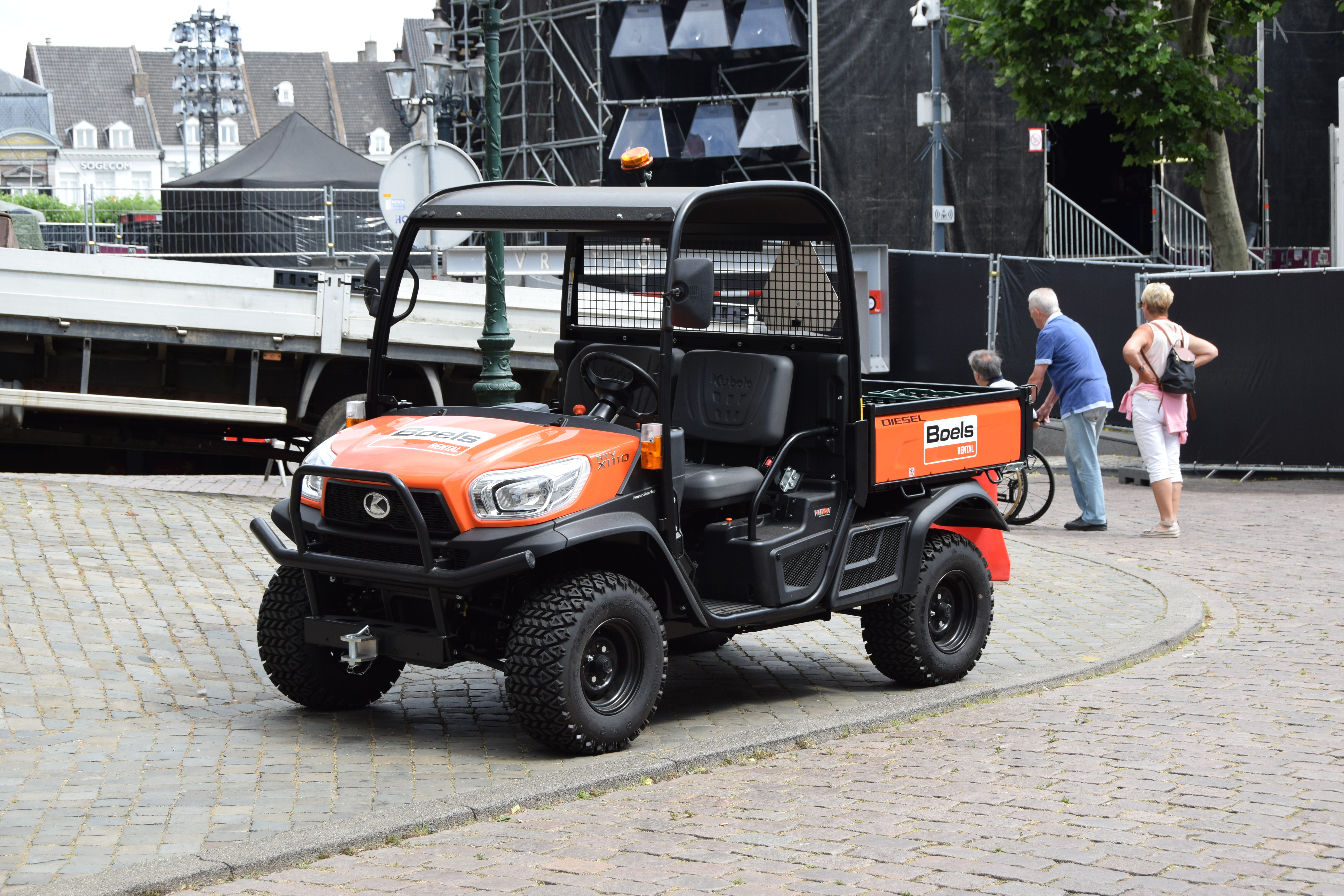
クボタ・RTV-X1100

イタリアのラベルダ社の一部エンジンでは、クランクピン位置が120度間隔でないものがある。これらのエンジンでは、外側のピストンが360°クランクの直列2気筒エンジンのように共に上下し、中央の1気筒のクランクピンは外側に対し180度の位置にある。このエンジンでは、まず1番気筒が点火し、さらに180度回転後に2番気筒が点火、再び180度回転後に3番気筒が点火する。残り360度回転する間は燃焼行程のシリンダーが存在しないため、動力の供給がない。
オートバイ用ではイギリスのトライアンフが、多くの直列3気筒搭載車をラインアップしている。またBMWがK75シリーズに搭載し約10年間生産したが後継車は生産されなかった。日本メーカーの直列3気筒としては、2ストロークエンジンをスズキ（GT750、GT550、GT380）と川崎重工業(カワサキ)（マッハ、KHシリーズ）が、また4ストロークエンジンをヤマハ（GX750）が、それぞれ生産していた。
2013年からはヤマハ・MT-09（en:Yamaha MT-09）やトライクのNIKENに4ストローク直列3気筒が採用されている。またヤマハはスノーモービルやサイド・バイ・サイド・ビークルにも直列3気筒を搭載している。
2ストロークエンジンの場合には直列3気筒は中央シリンダーの排熱及びシリンダー内の吸排気ポート配置の面で課題が大きく、ホンダはV型3気筒、スズキ・カワサキ・ヤマハの3社はスクエア4気筒にそれぞれ移行していった経緯がある。
クボタの北米法人が製造する、サイド・バイ・サイド・ビークルのRTVシリーズは、OHVの直列3気筒ディーゼルエンジンを搭載している。

## 歴史
元々は19世紀末期、ガソリンエンジンが発明されて間もない時期に、2気筒以上の多気筒化試行の過程で生まれたレイアウトの一つである。20世紀初頭のガソリン自動車黎明期には最初期のロールス・ロイス（15HP、サイドバルブ3リッター）やリー・フランシスなどのメーカーで少数の採用例があったが、4ストロークエンジン用の直列レイアウトとしては振動面での問題が多く、振動問題の少ない4気筒とより簡易な2気筒との間で、早くに廃れた。

### 2ストロークエンジン

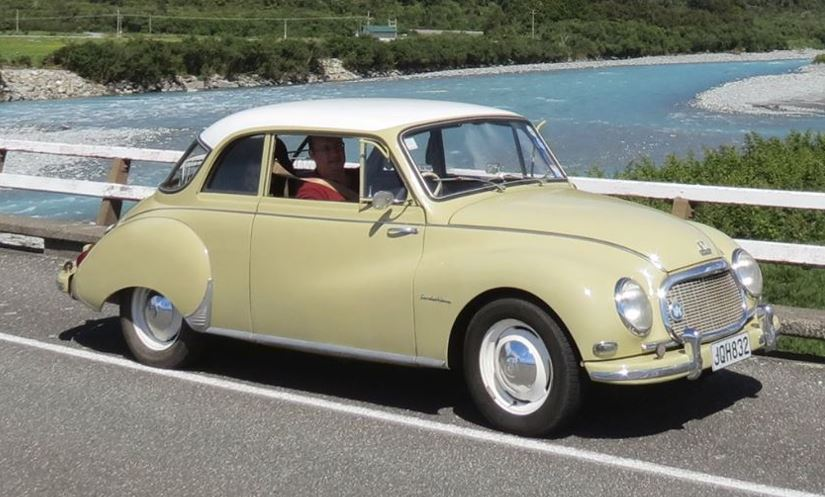

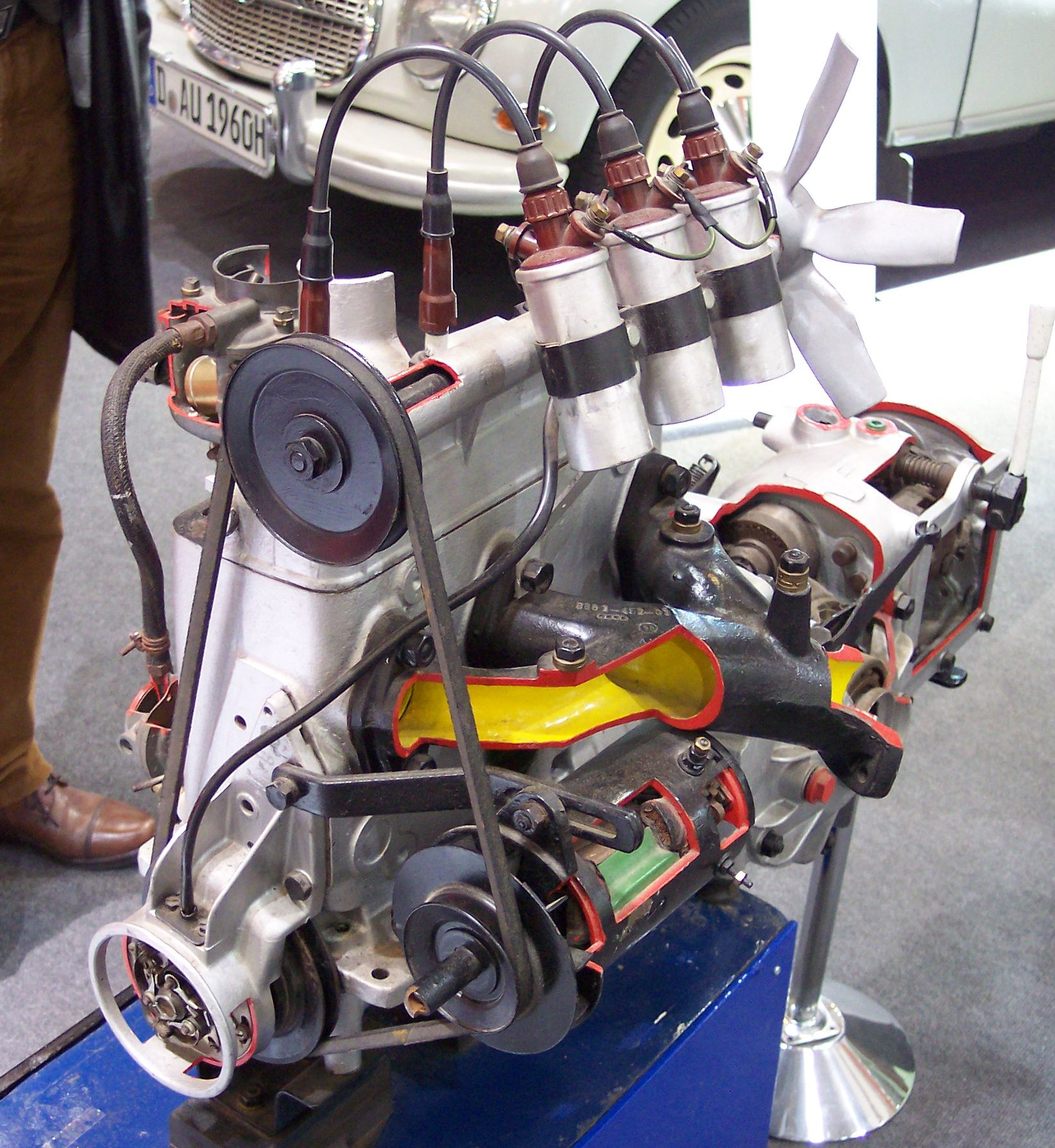

2ストロークエンジンの場合はクランク位相と一致した完全等間隔点火が可能で、直列3気筒は少なめの気筒数に比してスムースな回転が得られる、振動面での問題が生じにくいレイアウトという長所がある。
第二次世界大戦直後には、2ストロークエンジン技術で世界を牽引していた西ドイツのDKWが、「（回転が最もスムースなエンジンレイアウトである）4ストローク6気筒に比肩する」滑らかさを喧伝し、乗用車エンジンに採用した。当時のDKWには「DKW・3=6」という名称の3気筒エンジン車も存在していたほどであった。
DKWを範として、東ドイツでの同一祖型の派生型であるヴァルトブルク、スウェーデンのサーブも900 ccクラスの小型乗用車（サーブ・93、サーブ・96）に採用。サーブ96はそのコンパクトなFFボディとピーキーながら高出力な2ストローク3気筒で、ラリー・モンテカルロやRACラリーで総合優勝を果たすなど、欧州ラリーで一時代を築いた。
日本でもDKWに倣って鈴木自動車工業(現・スズキ)のLC10型エンジンなど乗用車用エンジンや、三菱重工業（現・三菱自動車工業）のコルト800に採用された例があるが、ほとんどが1960年代後期以降の2ストロークエンジンそのものに対する排気ガス規制強化で廃れた。
3気筒2ストローク車として遅くまで存続したのは、2ストローク車への需要があったスズキ軽自動車のごく一部（LJ50型）と、排気ガス規制のない計画経済体制の東ドイツで技術革新の恩恵や市場競争の影響を受けなかったヴァルトブルク程度であったが、前者は代替4ストロークエンジンの出現により1988年までで、後者は設計・排ガス対策の旧弊化を放置させていた国家体制自体の終焉によって1991年に生産を終えている。

### 4ストロークエンジン
4ストロークエンジンでは、用途上、振動問題を相当に度外視できる農業用トラクターなどの動力として、エンジンのモジュラー化などの見地から3気筒ガソリンエンジン・ディーゼルエンジンが用いられる事例があったものの、一般の自動車用としては長く廃れていた。
乗用車用エンジンとしての一般への復活は、1977年にダイハツ工業（以下ダイハツ）が同社の小型乗用車「シャレード」用として、バランスシャフトを装備した1,000 ccのSOHCエンジン（CB型エンジン）を開発し、実用水準に到達させてからである。ダイハツはシャレード用に、ガソリンエンジンの設計をベースにした1,000 cc 3気筒ディーゼルエンジン（ターボモデルも存在）も開発（CL型エンジン）し、市販した。
その後、1978年にスズキが軽自動車用550 ccエンジン（4代目フロンテに先行搭載）として、バランサーを持たない低コストな直列3気筒4ストロークエンジン（F5A型エンジン）を開発、市販開始した。この程度の小排気量であれば、より大きなクラスの自動車に比べて4ストローク3気筒の欠点である振動が問題になりにくく、バランスシャフトを省いても、従前の軽自動車の主流レイアウトである直列2気筒4ストロークエンジン（1970年代前半から、360度クランクでの一次振動を低減するため、やはりバランスシャフト装備が一般化しつつあった）よりはまだスムーズ、かつ簡略であると判断されたからである。
以後、既存の2気筒エンジンに1気筒を追加、もしくは既存の4気筒エンジンから1気筒を減らすという低コスト開発手法で、廉価型の小型車用エンジンとして市場投入する手法が1980年代に常道化、日本の軽自動車や1,000 cc - 1,200 cc級小型車、ヨーロッパ製小型車の700 cc - 1,000 cc級最廉価グレードのエンジンとして用いられるようになった。
これ以後、三菱・3G83型エンジン（660 cc）のようなバランサー付軽自動車用直列3気筒もなかったわけではないが、廉価車向けエンジンという割り切りから、コストダウンとバランスシャフトを駆動する出力ロス低減のためにバランサーの装備自体が廃れ、直列3気筒見直しのきっかけを作ったダイハツや三菱自動車工業、スズキなどもバランサーレスの3気筒1,000 ccエンジン（例・前者がEJ型エンジン、および1KR-FE型エンジン等、中者が3A90型エンジン等、後者がK10B/10C型エンジン等）を作るようになっている。
日産・HR12型エンジン（1,200 cc）もバランサーレスの直列3気筒ではあるが、クランクシャフト両端の延長上に設けたアンバランスマスにより、偶力振動を低減している。前述のコストダウン目的に加え、エンジンマウントの改良や、エンジン自体の振動抑制努力が、バランサー無しの4ストローク3気筒普及の背景にあると言える。
2010年代以降は、直列3気筒に自動アイドリングストップ機構を与えて停車時にエンジン自体を止めてしまうことや、本来ディーゼルエンジン搭載車用に開発されたペンデュラム式のエンジンマウントを用いてアイドリング時にエンジンの不快な振動を目立たなくすることで、低回転でのアイドリング中における不整振動問題をほぼ根本解消する手法が急速に広まりつつあり、小排気量車での直列3気筒採用を更に拡大させるとともに、排気量も1,500 cc程度までに拡大してきている。
また昨今は直噴やデュアルインジェクター等の採用によりノッキング問題が緩和されたこともあり、熱効率の面で不利となる自然吸気の直列4気筒を過給機付きの直列3気筒に置き換える事例、または排気量はそのままに自然吸気の直列4気筒を直噴・デュアルインジェクター化して自然吸気の直列3気筒に置き換える事例も増えている。
そうした風潮にあわせてトヨタ・GRヤリスのように直列3気筒のスポーツカー/レーシングカーを開発したり、BMW・i8やケーニグセグ・ジェメーラのように直列3気筒にハイブリッドシステムを組み合わせてスーパーカーやハイパーカーを実現するメーカーも現れている。
中でもジェメーラは子会社のフリーバルブ社の技術「フリーバルブ」により、2.0リッター3気筒エンジンにツインターボを組み合わせて600馬力という、従来に無いスペックを実現している。